# Republika Środkowoafrykańska na Mistrzostwach Świata w Lekkoatletyce 2013
Republika Środkowoafrykańska na Mistrzostwach Świata w Lekkoatletyce 2013 – reprezentacja Republiki Środkowoafrykańskiej podczas czempionatu w Moskwie liczyła 1 zawodniczkę, która nie zdobyła medalu.

## Występy reprezentantów Republiki Środkowoafrykańskiej
| Konkurencja          | Zawodniczka       | Eliminacje   | Eliminacje | Półfinał | Półfinał | Finał    | Finał   |
| Konkurencja          | Zawodniczka       | Rezultat     | Pozycja    | Rezultat | Pozycja  | Rezultat | Pozycja |
| -------------------- | ----------------- | ------------ | ---------- | -------- | -------- | -------- | ------- |
| Bieg na 800 m kobiet | Elisabeth Mandaba | 2:14,35 (SB) | 32.        | NQ       | NQ       | NQ       | NQ      |